# HD 17156
HD 17156は、カシオペヤ座の方角にある黄色準巨星である。8等級であり、肉眼では観測出来ないが、性能のよい双眼鏡を使うと観測することが出来る。
質量は太陽より27.5%、半径は50.8%大きい。表面温度は6,079Kで、太陽よりもやや高温である。また彩層の観測により、2007年の研究では、年齢は44億年から70億年と推定されていたが、2011年には31億6000万年から38億5000万年とする研究結果が発表された。この星はすでに主系列星の最終段階で、すぐに近傍の惑星を飲み込むと考えられている。
| 太陽 | HD 17156  |
| ---- | --------- |
| 太陽 | Exoplanet |

## 惑星系
2007年に視線速度法を用いた観測で、惑星HD 17156 bが発見され、カシオペヤ座では初めて発見された惑星系である。後の観測によって、この惑星は主星を通過することが判明し、その半径が測定された。
| 名称 （恒星に近い順） | 質量           | 軌道長半径 （天文単位） | 公転周期 (日)          | 軌道離心率      | 軌道傾斜角    | 半径           |
| --------------------- | -------------- | ----------------------- | ---------------------- | --------------- | ------------- | -------------- |
| b (Mulchatna)         | 3.191±0.033 MJ | 0.1623±0.002            | 21.2163979 ± 0.0000159 | 0.6719 ± 0.0034 | 87.21 ± 0.31° | 1.095±0.020 RJ |

## 名称
2019年、世界中の全ての国または地域に1つの系外惑星系を命名する機会を提供する「IAU100 Name ExoWorldsプロジェクト」において、HD 17156 はアメリカ合衆国に割り当てられる系外惑星系となった。このプロジェクトは、「国際天文学連合100周年事業」の一環として計画されたイベントの1つで、米国国内での選考、国際天文学連合 (IAU) への提案を経て太陽系外惑星とその主星に固有名が承認されるものであった。2019年12月17日、IAUから最終結果が公表され、HD 17156はNushagak、HD 17156 bはMulchatnaと命名された。これらはアラスカ州南西部のブリストル湾周辺の河川の名前に由来しており、Nushagak は、Dillinghamの近くを流れる、地元先住民コミュニティの生活を支える野生のサケで有名な河川ヌシャガク川に、Mulchatna はヌシャガク川の支流の名前に、それぞれちなんで名付けられた。